# (152188) Morricone
(152188) Morricone est un astéroïde de la ceinture principale.

## Description
(152188) Morricone est un astéroïde de la ceinture principale. Il fut découvert par Franco Mallia et Alain Maury le 27 août 2005 à l'observatoire austral de Campo Catino à San Pedro de Atacama. Il présente une orbite caractérisée par un demi-grand axe de 2,55 UA, une excentricité de 0,18 et une inclinaison de 14,78° par rapport à l'écliptique.
Il fut nommé en hommage au compositeur de musique de films Ennio Morricone.

## Compléments